# Çuxuryurd (Şamaxı)
Çuxuryurd è un comune dell'Azerbaigian situato nel distretto di Şamaxı. Conta una popolazione di 826 abitanti.